# كأس آيسلندا 2005
كأس آيسلندا 2005 (بالآيسلندية: Úrslitaleikur VISA-bikar karla 2005) هو الموسم 46 من كأس آيسلندا. أشرف على تنظيمه اتحاد آيسلندا لكرة القدم، وفاز فيه Valur (club) ‏.